# Kenan İmirzalıoğlu
Kenan İmirzalıoğlu (Ankara, 18 juni 1974) is een Turks acteur en voormalig model.

## Biografie
İmirzalıoğlu woonde tot zijn twaalfde in zijn geboortedorp Üçem, in het district  Bala, in de provincie  Ankara. Daarna ging hij bij zijn tante in Ankara wonen om naar de middelbare school te kunnen gaan. Na zijn middelbareschooldiploma te hebben gehaald, verhuisde hij naar Istanboel. In deze stad studeerde hij wiskunde aan de Technische Universiteit Yıldız.

## Loopbaan

### Acteur
In 1998 begon İmirzalıoğlu met acteren. Hij vertolkte de rol van Yusuf Miroğlu in de populaire tv-serie Deli Yürek. Na Deli Yürek volgden er nog vele films en tv-series. Tussen 2005 en 2007 speelde hij bijvoorbeeld in Acı Hayat, een serie die in Turkije, op de Balkan en in het Midden-Oosten werd uitgezonden. Dankzij deze tv-serie kreeg İmirzalıoğlu ook fans in het buitenland. 

### Model
Zijn vrienden moedigden İmirzalıoğlu aan om mee te doen met een modellenwedstrijd. In 1997 werd hij uitgeroepen tot Best Model of Turkey. Door deze overwinning mocht hij Turkije vertegenwoordigen op Best Model of the World 1997. Ook deze wedstrijd won hij. İmirzalıoğlu was de eerste Turkse man die Best Model of the World werd.

### Privé
İmirzalıoğlu had zes jaar lang een relatie met actrice Zeynep Beşerler. In 2010 ging het stel uit elkaar.

## Trivia
- In 2006 had İmirzalıoğlu een zoenscène met het Nederlandse model Kim Feenstra in de film Son Osmanlı Yandım Ali.

- Bibliothèque nationale de France: cb16628436g (data)
- International Standard Name Identifier: 0000 0000 4677 7617
- Library of Congress Control Number: no2007022675
- Virtual International Authority File: 51460756
- WorldCat: E39PBJvtcbTqcg8WhTRXcRfjG3